# ヴェロニカ (エルヴィス・コステロの曲)
「ヴェロニカ」（Veronica）は、1989年にエルヴィス・コステロが発表した楽曲、及び同曲を収録したシングル。

## 解説
アルバム『スパイク』からのシングル・カット。全米チャート（ビルボード）で、コステロにとって初のトップ20入りを果たした。ポール・マッカートニーとの共作で、レコーンディングではビートルズ時代からのトーレドマークであるカール・ヘフナーのベースを弾いている。
1999年4月から2003年3月まで、日本のテレビ番組『情報プレゼンター とくダネ!』（フジテレビ）の初代テーマ曲として使用された。（その後2010年12月3日・2018年9月17日放送分にて、放送回数3000回・5000回を記念して使用。2021年3月15日放送分では残り10回で終了となるため、同年3月26日は最終回に伴い使用。）

## 歌詞
この曲は、激しく記憶を失ってしまった老婦を題材としている。コステロにとってこの曲のインスピレーションとなったのは本人の祖母であり、彼女はアルツハイマー型認知症に苦しんでいた。VH1の番組のインタビューで、曲の話をしている時、コステロは彼の祖母が時に“怖くなるほど意識清明な瞬間”（英:"terrifying moments of lucidity"）があったのを思い出し、語った。そして、それが“ヴェロニカ”のインスピレーションとなった、とも話した。

## ミュージック・ビデオ
MTV Video Music Awardsの最優秀男性アーティスト賞を受賞。
ミュージック・ビデオには、映像から読み取る限りでは、老人ホームで人生の最後の時を過ごしている老婦が登場し、途切れとぎれの思い出のように少女時代や若女時代の映像が流れる。（役：Zoe Carides（英語））この“ヴェロニカ”のビデオはコステロがカメラに対しモノローグを語るところから始まり、ビデオの途中で時たまソフトにヴォーカル音源にかぶせる形で歌っている。